# Krummennaab
Krummennaab là một đô thị ở huyện Tirschenreuth bang Bayern, Đức.